# The Zion Harmonizers
The Zion Harmonizers vormen een in New Orleans in 1938 opgerichte gospelgroep.Onder de naam "The Spiders" brachten zij ook enkele R&B-platen uit.

## Beginjaren
Benjamin J. Maxon, Jr. (11 februari 1924 - 18 augustus 2005), een tiener woonachtig in de wijk Zion City van New Orleans, organiseerde in 1938 met een groep vrienden de "Zion Harmonizers" om in kwartetstijl gospelmuziek te zingen. De groep bestond uit broer Joe Maxon, Russell Parker, Edward Jones en Winston Phillips. In 1942 ontmoette Benjamin Maxon op zijn werk bij een scheepswerf Sherman Washington (13 december 1925 - 14 maart 2011). De twee mannen ontdekten hun wederzijdse interesse in gospelzang, en Maxon vroeg Washington om zich bij de Zion Harmonizers aan te sluiten.

## Opbouw reputatie
Toen Benjamin Maxon in 1948 zijn roeping volgde om te gaan prediken, nam Russell Parker voor korte tijd de leiding van de groep over. Sherman Washington volgde Parker op als manager. Washington bleef tot 2006 met een paar onderbrekingen bij de Zion Harmonizers zingen, maar de verdiensten waren zodanig, dat hij daarnaast drieënveertig jaar als vrachtwagenchauffeur voor een plaatselijk bouwbedrijf moest werken.
De Harmonizers bleven nieuwe zangers rekruteren toen leden vertrokken om hun roeping te volgen, dan wel in opgeroepen werden voor militaire dienst. Sherman Washington's jongere broer Nolan (15 augustus 1931 - 19 mei 1997) keerde in 1946 terug naar New Orleans, nadat hij in gospelgroepen in Chicago had gezongen, en sloot zich aan bij de Harmonizers. Hij zei dat de groep kort daarna uit elkaar viel. Volgens de biografie van de Zion Harmonizers van auteur Burt Feintuch, richtte Joe Maxon in 1947 de "Zion City Harmonizers" op. De broers Hayward "Chuck" Carbo (11 januari 1926 - 11 juli 2008) en Leonard "Chick" Carbo (28 december 1927 - 18 augustus 1998) sloten zich bij deze groep aan nadat ze waren gerekruteerd door toenmalig lid Nolan Washington. Volgens Carbo bestond de Zion City Harmonizers toen hij en zijn broer Chick erbij kwamen uit Joe Maxon, Nolan Washington, Winston Phillips, Matthew West en Oliver Howard, met Henry Wicks op piano. Hij zei dat voordat hij lid werd, de groep een 'shoutkwartet' was. Zijn soepelere stijl gaf een andere dimensie aan hun optredens.  Volgens Nolan Washington organiseerde zijn broer Sherman de "Zion Travellers" in 1948 of 1949, niet te verwarren met de "Zion Travellers" van Baton Rouge of de "Zion Travellers" van Los Angeles. Chuck Carbo herinnerde zich dat de Zion City Harmonizers het in die tijd tegen de Zion Travellers opnamen tijdens zangwedstrijden. Otis Brown was een gospelpromotor die voor de City Harmonizers fungeerde als manager en boekingsagent. Hij veranderde de naam van de groep in de "Delta Southernaires". In 1953 stelde promotor Phyllis Boone aan Cosimo Matassa, eigenaar van J&M Studio, voor om "de Delta Southernaires" auditie te laten doen. De groep, rond die tijd bestaande uit de gebroeders Carbo (zang), Joe Maxon (tenor), Matthew "Mac" West (bariton) en Oliver Howard (bas) zong "John The Revelator" en "Bye And Bye". Cosimo Matassa hield van hun geluid en spoorde de groep aan om terug te keren, maar om R&B te zingen in plaats van gospel. Gitarist en begeleider Adolph Smith werkte met de groep aan twee nummers die hij voor de opname schreef. Omgedoopt tot de Spiders voor de release, namen ze tijdens hun eerste sessie op voor Imperial Records. "I Didn't Want To Do It" piekte  naar nummer 3 in de R&B-hitlijsten en "You're The One" volgde naar nummer 8. De Delta Southernaires probeerden hun uitstapje naar de R&B stil te houden, maar een plaatselijke diskjockey hield die informatie niet stil. Gospelmuziek was geen optie meer voor de groep.
Sherman Washington ging het leger in tijdens de Koreaanse Oorlog van 1952 tot 1954. Na zijn ontslag reorganiseerde hij de Zion Harmonizers. Nolan Washington diende van 1954 tot 1956 in het leger. Bij zijn terugkeer in New Orleans voegde hij zich weer bij de groep die nu wordt geleid door zijn broer. In 1956 begon Sherman Washington met het uitzenden van een gospelmuziekradioprogramma op radiozender WMRY van New Orleans, later verhuisde dit naar WYLD, waar dit 45 jaar bleef. Het programma, dat informatie bevatte over de plaatselijke gospelgemeenschap en lokale gospelplaten speelde, diende de facto als gospelstadhuis van de regio.

## Opnames
De Zion Harmonizers gingen in 1956 naar Dallas om hun eerste opname te maken voor Avant Records. De groep bestond uit ds. Percy Simpson, Nolan Washington, Charles Taylor (tenoren), Sherman Washington (bariton) en John Hawkins (bas); met een onbekende gitarist. Uitgebracht werd "Lord Don't Leave Me" met op de B-kant "Lord, I'll Go". De groep bleef hun reputatie verder uitbouwen. In 1958 ging de groep naar Philadelphia onder leiding van Ira Tucker van de "Dixie Hummingbirds" om op te nemen voor Gotham Records. De formatie op de sessie bestond uit Lewis Johnson (hoge tenor), Nolan Washington en Charles Taylor (tenoren), Joseph Maxon (bariton) en John Hawkins (bas); met Howard Carroll (gitaar) De twee kanten van de single waren "Working The Road" en "In The End", beide nummers geschreven door leden van de Dixie Hummingbirds. Gitarist Howard Carroll was ook lid van Hummingbirds. De Zion Harmonizers maakten hun volgende opname in de studio van Cosimo Matassa in New Orleans voor het Booker Recordslabel in 1964. De bezetting op "God Will Take Care Of You", met als B-kant "I Can Hear My Saviour Calling", bestond uit Joseph Maxon (tenor), Sherman Washington (bariton), Richard Jones (leadzang), Howard Bowie en Lewis Johnson. De Zion Harmonizers maakten hun eerste album in 1974 in de "Jazz City Studio" van Cosimo Mataase voor Flying Fish Records. Het album, bevatte  traditionele spirituals, gezongen door Sherman Washington (leadzang), Lewis Johnson en Howard Bowie (tenoren), John Hawkins (bas), Henry Warrick (bariton en gitaar), met Allen Butler als leadzanger in twee nummers. De groep ging albums opnemen voor Pontchartrain Records, Sound of New Orleans, Mardi Gras Records en C & G Music Partners. De zeldzame, vroege opnames zijn verschenen op vroege gospelcompilaties, waaronder de heruitgavecollectie van Gospel Heritage uit Engeland.

## Latere jaren
De Zion Harmonizers traden op tijdens de eerste versie van het "New Orleans Jazz & Heritage Festival" in 1070. Toen het festival in 1972 naar de Fair Grounds verhuisde, werd Sherman Washington door Jazz Fest-producer/regisseur Quint Davis gevraagd om een 'Gospel'tent op te zetten. Sherman Washington, bekend als "Godfather of Godfather of the Gospel Tent", stierf op 85-jarige leeftijd op 14 maart 2011.
Na de dood van Washington werd het beheer van de Gospel Tent overgedragen aan anderen in de gospelgemeenschap. Brazella Briscoe, al bijna een kwart eeuw een Zion Harmonizer, nam de leiding van de groep over. Zijn plan is om ervoor te zorgen dat de traditie van de Zion Harmonizer wordt voortgezet. De groep voert tegenwoordig een verscheidenheid aan gospelmuziekstijlen uit, waaronder a capella spirituals en traditionele hymnen, evenals door R&B geïnspireerde kerkrockers. Hun optredens op het "New Orleans Jazz & Heritage Festival" hebben geleid tot tournees in Canada, Zwitserland, Nederland, Italië en Oostenrijk, België, Duitsland, Frankrijk en Portugal. Zanger Aaron Neville sloot zich soms aan bij de Zion Harmonizers tijdens hun Gospel Tent-optredens.
Gospelmuziekhistoricus Lynn Abbott noemde de Zion Harmonizers "een pijler van de gospelgemeenschap in New Orleans". Hoewel ze nu een internationale reputatie hebben, "worden de meeste van hun programma's en zangdiensten nog steeds uitgevoerd in kleine kerken binnen een straal van honderd mijl rond de stad."